# Alexandru Ioniță (calciatore 1989)
Alexandru Octavian Ioniță (Bucarest, 5 agosto 1989) è un ex calciatore rumeno, di ruolo attaccante.

## Carriera

### Club
Cresce nelle giovanili del Viscofil Bucarest per poi passare nel 2005 alle giovanili del Rocar Bucarest, compagine di Divizia C.
Nel 2006 viene acquistato dal Rapid Bucarest che lo manda subito a farsi le ossa nella sua squadra satellite, il Rapid II, in Divizia C dove il giocatore, allora diciassettenne, segna 14 gol in 23 presenze. Il Rapid però non gli fa fare immediatamente il salto in prima squadra e lo manda in prestito per un anno al Rocar Bucarest, sua ex squadra. Qui ha un buon avvio con 4 gol in 9 presenze ma poi deve fermarsi per infortunio. A questo punto il giocatore torna al Rapid che lo fa esordire in Liga I al termine della stagione 2008-09.
Ma la svolta della sua carriera avviene nella Liga I dove l'allenatore Manea lo lancia titolare assieme ad altri giovani. Il rendimento del ragazzo è positivo, tanto da attirare l'attenzione del Colonia, che lo acquista nel gennaio del 2010 per 2,5 milioni di euro, lasciandolo però in prestito al Rapid fino al termine della stagione. A fine campionato il suo score sarà di 10 gol in 27 presenze.

## Palmarès

### Club

#### Competizioni nazionali
- Campionato rumeno: 1

CFR Cluj: 2018-2019
- Coppa di Romania: 1

Voluntari: 2016-2017